# Fèbides
Fèbides (en llatí Phoebidas, en grec antic Φοιβίδας) va ser un militar espartà que va viure al segle v aC. Va morir l'any 378 aC.
El 382 aC, després d'esclatar la guerra d'Olint, va ser nomenat comandant de les tropes enviades per reforçar al seu germà Eudàmides d'Esparta, que havia estat enviat contra la ciutat. En el seu camí es va aturar a Tebes i amb l'ajut del partit oligàrquic dirigit pel polemarca Leontiades de Tebes, es va apoderar traïdorament de la fortalesa de Cadmea. Segons Diodor de Sicília ja havia rebut ordes del govern espartà de fer-ho així si l'ocasió es presentava, però Xenofont no és del mateix parer, i explica que volia realitzar alguna acció brillant i va deixar-se persuadir per Leontiades. El govern espartà i el rei Agesilau II van acceptar formalment la possessió de Cadmea però per conservar el seu crèdit van imposar una multa a Febides de cent mil dracmes i el va substituir en el comandament per Lisanòrides.
Quan Agesilau es va retirar de Beòcia després de la seva campanya del 378 aC, Fèbides es va quedar com harmost (governador autònom) de Tèspies. Va molestar als tebans amb contínues incursions al seu territori i segons Xenofont, els tebans, com a represàlia, van atacar la ciutat però Fèbides els va rebutjar amb les seves tropes lleugeres, i els va empaitar pressionant la seva rereguarda, però en un bosc espès es va haver d'aturar allí els tebans van contraatacar amb la cavalleria i van rebutjar als espartans. Febides i dos o tres oficials més van fer front amb valentia a l'atac i van morir en la lluita. Segons Diodor els tebans van atacar la ciutat i Febides va morir en una sortida.